# Gewerkschaften in Belarus
Die Gewerkschaften in Belarus gehören zum größten Teil einem der beiden Gewerkschaftsbünde an:
| Name des Gewerkschaftsbunds                                                                                         | Mitglieder    | Zugehörigkeit zu einem Internationalen Gewerkschaftsverband |
| --- | ------------- | ----------------------------------------------------------- |
| Федерация профсоюзов Беларуси, ФПБ (Gewerkschaftsbund von Belarus, FPB)                                             | ca. 4.000.000 | AGB (GUS-Staaten), WGB                                      |
| Белорусский конгресс демократических профсоюзов, БКДП (Belarussischer Kongress demokratischer Gewerkschaften, BKDP) | ca. 11.000    | IGB                                                         |

## Mitgliedsgewerkschaften, internationale Kontakte
Der BKDP steht über den Pan-Europäischen Regionalrat in Verbindung mit dem Europäischen Gewerkschaftsbund.
Mitgliedsgewerkschaften des BKDP sind u. a. (in Klammern jeweils: Mitgliederzahlen, Zugehörigkeit zu einer Globalen Gewerkschaftsföderation):
- Белорусский независимый профсоюз (Belarussische Unabhängige Gewerkschaft [Petrochemie, Bergbau, Transport u. a.])
(5.542 IndustriAll, ITF, IUF);
- Свободный профсоюз Белорусский (Belarusische Freie Gewerkschaft)
(ca. 1.400, bisher keine – zeitnahe Bewerbungen bei PSI & EI möglich);
- Свободный профсоюз металлистов (Freie Gewerkschaft der Metallarbeiter)
(ca. 1.000, IndustriAll);
- Белорусский профсоюз работников радиоэлектронной промышленности (Belarusische Gewerkschaft der Radioelektronischen Industrie)
(ca. 3.200, IndustriAll).